# شاه جمشیدی
شاه جمشیدی، روستایی از توابع بخش بیرانوند شهرستان خرم‌آباد در استان لرستان ایران است.

## جمعیت
این روستا در دهستان بیرانوند شمالی قرار دارد و براساس سرشماری مرکز آمار ایران در سال ۱۳۸۵، جمعیت آن زیر سه خانوار بوده‌است.
اکنون جمعیت این روستا در سال 1402 هجری شمسی به 15 خانوار ساکن است.